# Sutton, Merseyside
Sutton är en stadsdel i St Helens, i distriktet St Helens, i grevskapet Merseyside, i England. Sutton var en civil parish från 1866 till 1894 då den blev en del av St Helens. Civil parish hade 15 668 invånare år 1891.